# Око за око, газ за газ
«Око за око, газ за газ» — радянський німий чорно-білий кінофільм 1924 року режисера Олександра Литвинова. Фільм зберігся частково (з шести частин: збереглися тільки 4-а (не повністю), 5-а й 6-а).

## Сюжет
Про підступи агента іноземної розвідки. Хімік Діпс розробляє формулу бойового газу «Вихор смерті» й за завданням іноземної розвідки приїжджає в Радянський Союз, щоб знайти необхідні хімічні елементи в горах Кавказу біля Кисловодська. Тут він натикається на молодих радянських вчених Павла Доброва і Ольгу Сизову, які також шукають елементи для створення газу для знищення комах-шкідників сільського господарства. Діпс видає себе за знайомого їх колеги, теж посланого органами влади на пошуки, і обманом викрадає у них формулу газу. Але Діпсу для випробування газу необхідно провести експеримент над живою людиною… якою за його планом стане Ольга… Але завдяки Павлу і співробітникам ГПУ дівчину рятують, а Діпса заарештовують.

## У ролях
- Сергій Троїцький —  Діпс
- Павло Вєльський —  Павло Добров
- Ольга Левикіна —  Ольга Сизова
- Олександр Литвинов —  працівник ГПУ
- Петро Кириллов —  епізод
- Аббас-Мірза Шаріф-заде — епізод

## Знімальна група
- Режисер — Олександр Литвинов
- Сценаристи — Павло Вєльський, Олександр Литвинов, Сергій Троїцький
- Оператор — Володимир Лемке
- Художник — А. Плаксін